# マルタ騎士団事務総監
マルタ騎士団事務総監（マルタきしだんじむそうかん、イタリア語: Gran Commendatore del Sovrano Militare Ordine di Malta）は、マルタ騎士団において元首たる総長を補佐する官職である。首相、宗教総監と並ぶマルタ騎士団の上級職の一つである。
職責として、ローマ教皇庁に送付する活動報告書および修道会の管理に関する報告書の作成、マルタ宮殿の管理、総長の死亡・退任の際、一時的に総長代行の遂行等が含まれる。事務総監は、主権評議会によって選出される。事務総監は大司令官と呼称される場合がある。

## 一覧
1. ピエール・ド・サラベール（1784年　– 1807年）
2. ヴィットリオ・マルッロ・ディ・コンドヤンニ（1967年　– 1982年）[2]
3. ジャンカルロ・ディ・パッラヴィチーニ（1982年　– 1994年）
4. ルートヴィヒ・ホフマン＝ルーマーシュタイン（1994年　– 2004年）
5. ジャコモ・ダッラ・トーレ・テンピオ・デ・サンギネット（2004年　– 2009年2月12日）
6. ゲラルド・エルコラーニ・ファヴァ・シモネッティ（2009年2月12日　- 2011年12月6日）
7. カルロ・ディッポリト・ディ・サンティッポリト（2011年12月6日　– 2014年5月31日）
8. ルートヴィヒ・ホフマン＝ルーマーシュタイン（2014年5月31日　– 2019年5月1日）
9. ルイ・デ・ヴィラス・ボアス（2019年5月1日　– 　2022年9月3日）
10. エマニュエル・ルソー（2022年9月3日　– 現職）[3]